# Rozpouštění
Rozpouštění je proces sdílení hmoty mezi pevnou látkou a kapalinou (transport pevných látek, např. rozpouštění krystalů nebo minerálů v kapalném prostředí) nebo mezi plynem a kapalinou (transport plynu do kapalného prostředí, např. rozpouštění kyslíku ve vodě).
Při rozpouštění pevných látek (solí) dochází ke vzniku buď iontového (pravého) roztoku či koloidu.

## Rozpustnost látek
Rozpustnost udává jaké množství látky je možné převést do určitého množství rozpouštědla . Např. u anorganických látek se udává rozpustnost v gramech pevné látky na 100 g rozpouštědla (kolik gramů látky se rozpustí ve 100 gramech rozpouštědla). Rozpustnost však může být vyjádřena i jinými koncentračními hodnotami, příp. procentuálně.

### Rozpustnost plynů
Rozpouštění plynů v kapalinách (nejčastěji ve vodě) se řídí Henryho zákonem: {\displaystyle K_{H}x_{i}=y_{i}P}, kde KH je Henryho konstanta charakteristická pro daný plyn, xi je molární zlomek rozpuštěného plynu v kapalině, yi je molární zlomek plynu v plynném skupenství a P je celkový tlak plynu nad kapalinou. Tato rovnice vyjadřuje rovnovážný stav systému.

### Ovlivnění rozpustnosti

#### Vliv teploty
- rozpustnost plynů v kapalinách se zvyšující teplotou klesá, tato skutečnost je dána rovnicí: {\displaystyle {\frac {\mathrm {d} ln(K_{H})}{\mathrm {d} T}}={\frac {H_{rozp}}{RT}}}

V geologii je rozpustnost látek různá a je závislá především na teplotě, pH a chemismu okolního prostředí, ve kterém se minerál nachází (například rozpustnost kalcitu v obyčejné vodě je velmi slabá, ale když je voda v reakci s CO2, tak se rozpustnost kalcitu zvyšuje).